# Villa Alemana
Villa Alemana este un oraș și comună din provincia Marga Marga, regiunea Valparaíso, Chile, cu o populație de 116.097 locuitori (2012) și o suprafață de 96,5 km2.